# لورنس كراوس
لورنس ماكسويل كراوس (بالإنجليزية: Lawrence M. Krauss) (وُلد في 27 مايو 1954) هو فيزيائي نظري وعالم فلك أمريكي كندي يعمل كأستاذ جامعي في كلية استكشاف الأرض والفضاء في ولاية أريزونا الأمريكية، وهو أستاذ جامعي سابق في جامعة ييل وجامعة كيس وسترن ريسرف. أسس كراوس مشروع أصول في جامعة أريزونا لاستكشاف الأسئلة المحورية عن الكون وعمل كمدير المشروع حتى يوليو 2018. فتحت جامعة أريزونا تحقيقا فيه، ردا على اتهامه بقيامه بأفعال جنسية غير لائقة، وعند اكتشافهم خرق كراوس لسياسة الجامعة، أزالته من منصبه.
كراوس داعم كبير لفهم العامة للعلم، وهي السياسة العامة المبنية على أدلة تجريبية سليمة، والشك العلمي وتعليم العلوم، كما يعمل كراوس لتقليل تأثير ما يعتبره خرافات ودوغما دينية في الثقافة الشعبية.
كتب كراوس العديد من الكتب الأكثر مبيعا مثل فيزياء ستار تريك (1995)، وكون من لا شيء (2012)، كما ترأس مجلس رعاة منظمة داعمي بيان العلماء النوويين.

## النشأة والتعليم
وُلد كراوس في مدينة نيويورك، لكنه قضى معظم طفولته في تورونتو، أونتاريو، كندا. نشأ كراوس بين عائلة يهودية. تحصل كراوس على درجة جامعية في الرياضيات والفيزياء مع مرتبة الشرف في جامعة كارلتون (أوتوا) في 1977، وتحصل على درجة الدكتوراة في الفيزياء من معهد ماساتشوستس للتكنولوجيا في 1982.

## الحياة المهنية
بعد بعض الوقت في زمالة مجتمع هارفارد، أصبح كراوس أستاذا مساعدا في جامعة ييل في 1985 ومدرس شرفي في 1988. تم اختيار كراوس كأستاذ أمبروزي سوازي في الفيزياء، وأستاذ في علم الفلك، كما كان عضوا في قسم الفيزياء في جامعة كيس وسترن ريسرف من 1993 إلى 2005. في 2006، قاد كراوس مبادرة لسحب الثقة من ترشيح رئيس جامعة كيس وسترن ريسرف إدوار هوندرت وقائد الشرطة جون أندرسون مع أصدقائه في كلية الفنون والعلوم. في 2 مارس 2006، كانت الأصوات 131-44 ضد هوندرت و97-68 ضد أندرسون.
في أغسطس 2008، انضم كراوس إلى الكلية في جامعة ولاية أريزونا كأستاذ مؤسس في كلية استكشاف الأرض والفضاء وقسم الفيزياء بكلية الفنون الليبرالية والعلوم. أصبح كراوس أيضا مديرا لمشروع الأصول، وهي مبادرة جامعية هدفها استكشاف الأسئلة الأكثر محورية للبشر حول أصولنا. في 2009، ساعد كراوس في تدشين هذه المبادرة في ندوة الأصول، والتي شارك فيها ثمانون عالما وحضرها ثلاثة آلاف شخص.
ظهر كراوس في وسائل الإعلام سواء في الوطن أو خارجه لتسهيل وصول العلم إلى العامة. كتب كراوس أيضا مقدمات لصحيفة ذا نيويورك تايمز. كنتيجة لظهوره في 2002 أمام لجنة جامعة أوهايو، جذب رفضه للتصميم الذكي اهتماما عالميا.
حضر كراوس ندوات ما بعد الإيمان وحاضر فيها في نوفمبر 2006 وأكتوبر 2008. كان كراوس أيضا أحد أعضاء اللجنة العلمية لحملة ترشح باراك أوباما الأولى للرئاسة (2008)، وفي 2008 أيضا اختير رئيسا مساعدا للجنة رعاة بيان العلماء النوويين. في 2010، انتُخب في لجنة مديري الاتحاد العلمي الأمريكي، وفي يونيو 2011، انضم إلى أستاذية الكلية الحديثة للعلوم الإنسانية، وهي كلية خاصة في لندن. في 2013، قبل بأستاذية جزئية في الكلية البحثية لعلم الفلك وعلم الفلك الفيزيائي في قسم الفيزياء بالجامعة الوطنية الأسترالية. 
ينتقد كراوس نظرية الأوتار، والتي ناقشها في 2005 في كتابه الاختباء خلف المرآة. في كتابه المنشور في عام 2012 كون من لا شيء، قال كراوس عن نظرية الأوتار أنها «لا نمتلك أي فكرة بعد ما إذا كان هذا الصرح النظري العظيم له فعلا أي علاقة بالعالم الحقيقي». نشر كتابا آخر في مارس 2011 بعنوان رجل الكم: حياة ريتشارد فينمن في العلم، بينما نُشر كتاب كون من لا شيء –مع خاتمة ريتشارد دوكينز- في يناير 2012 وأصبح ضمن قائمة نيويورك تايمز لأكثر الكتب مبيعا في خلال أسبوع. في البداية، كان كريستوفر هيتشينز هو من سيكتب مقدمة الكتاب، إلا أن هيتشنز كان مريضا للغاية ولم يستطع إكمالها. ظهرت نسخة الكتاب المنقحة في يناير 2013 مع قسم سؤال وجواب ومقدمة تناقش اكتشاف بوزون هيغز في مصادم الهدرونات الكبير في 2012. في 21 مارس 2017، نشر آخر كتبه «أعظم القصص المحكية حتى الآن. لماذا نحن هنا؟»والذي نُشر بغلاف كارتوني وغلاف ورقي ونسخة صوتية.
في مقال من يناير 2012 كتبه كراوس في صحيفة نيوزويك، أكد على أن بوزون هيغز مرتبط بفهمنا للانفجار العظيم. كتب أيضا نسخة أطول في نيويورك تايمز يشرح فيها العلم وراء بوزون هيغز وأهميته.

### اتهامات بالاعتداء الجنسي
تحدث مقال نُشر في فبراير 2018 عن اتهامات «تتراوح من التعليقات المسيئة إلى محاولة التلمس الجنسي بدون تراض». نقل موقع بازفيد (BuzzFeed) عددا من إدعاءات الاعتداء الجنسي الموجهة إلى كراوس، بما فيها شكوَيَان في تلك السنة فقط.
أجاب كراوس أن المقال «افترائي» وأنه «عار من الصحة». في إعلان عام، اعتذر كراوس «لأي شخص جعله يشعر بالخوف أو عدم الراحة»، ولكنه أشار إلى أن مقال بازفيد «تجاهل الأدلة المضادة ولوى الحقائق وقدم إدعاءات سخيفة عني».
أعلنت الجامعة أنها لم تتلقى أي شكاوي من فريق عمل الكلية أو الطلبة قبل مقال بازفيد، لكنها بدأت تحقيقا داخليا. وجدت الجامعة أن رجحان الأدلة يفترض أن كراوس أمسك بصدر امرأة دون رضاها في اجتماع كان كراوس قد حضره في أستراليا. كنتيجة لذلك، استُبدل كراوس كمدير لمشروع الأصول في أغسطس 2018.
ألغت العديد من المنظمات مؤتمرات لكراوس. واستقال كراوس من منصب رئيس رعاة بيان العلماء النووين عندما علِمَ أن الأعضاء يشعرون أن وجوده يشتتهم عن «قدرة البيان على إكمال عمله».

## الأعمال العلمية

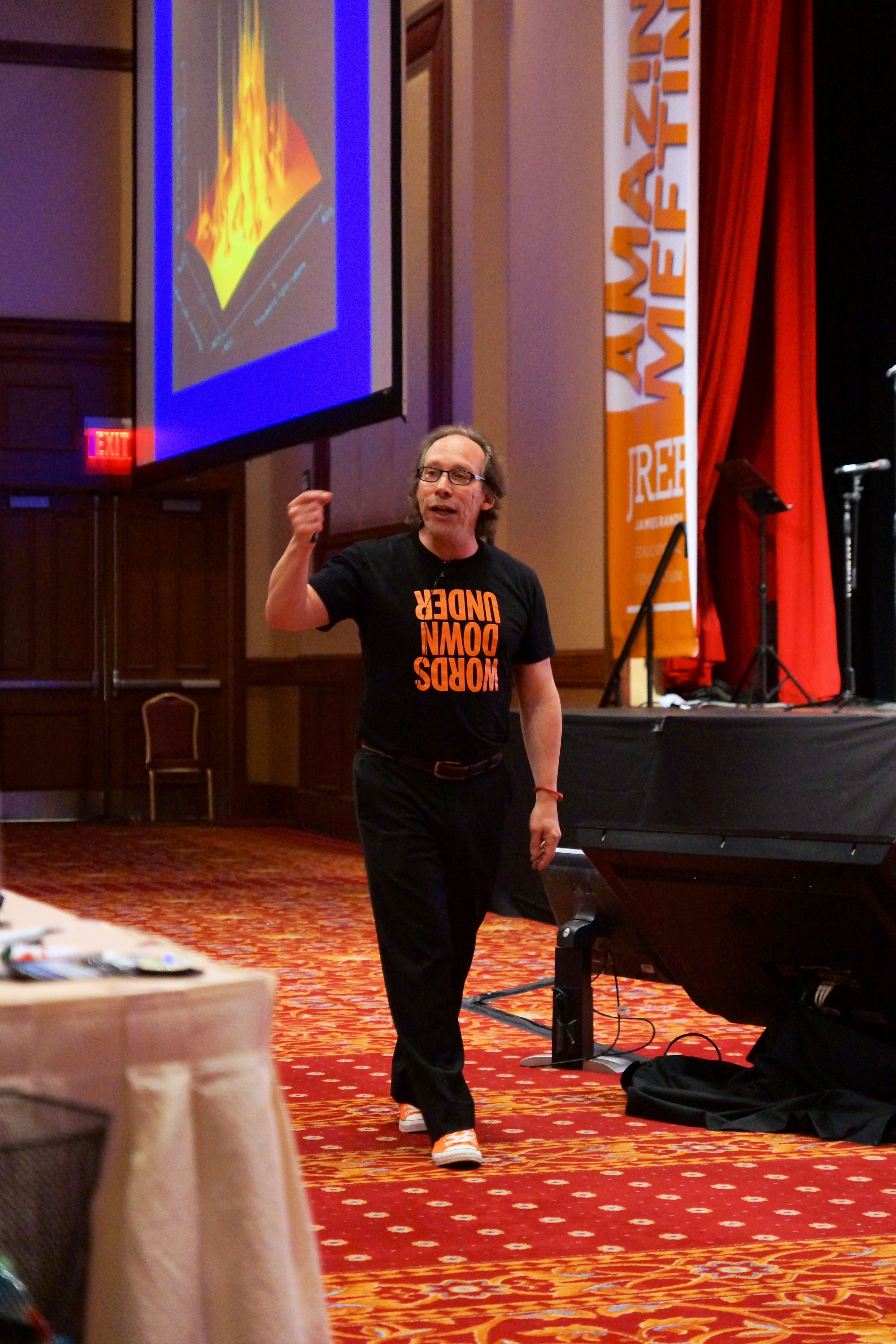
كراوس يحاضر عن علم الكون في 2012

يعمل كراوس بصورة أساسية في الفيزياء النظرية، ونشر العديد من الأبحاث حول مواضيع شتى في هذا المجال. أحد اسهاماته الرئيسية في علم الفلك هو كونه أحد أوائل الفيزيائيين الذين اقترحوا أن معظم الكتلة والطاقة في الكون تتركز في الفضاء الفارغ –فكرة تُعرف بشكل عام باسم "المادة المظلمة"- بالإضافة إلى اسهاماته في محاولة فهم طبيعة وأصل المادة المظلمة وطرق الكشف عنها. بالإضافة إلى ذلك، كون كراوس نموذجا حيث يمكن للكون أن ينشأ من العدم، كما صرح في كتابه المنشور في 2012 كون من لا شيء. شرح كراوس أن بعض الترتيبات المعينة في المجالات النسبية لميكانيكا الكم قد تشرح وجود الكون كما نعرفه مع إنكار أنه «ليس لديه فكرة إن كانت الفكرة (اعتبار ميكانيكا الكم أمرا مسلما به) يمكن توزيعها بصورة مفيدة». مع توافق نموذجه مع المشاهدات التجريبية للكون (مثل شكله وكثافة طاقته)، أصبح يُشار إلى فكرة على أنها «أطروحة معقولة». إلا أن عالم الكون جورج إليس وعالم الرياضيات الفيزيائي إ. كوهلي عارضا نموذج كراوس، حيث جادلا أن العديد من ادعاءاته بخصوص كون من لا شيء هي ادعاءات لا تدعمها النظرية النسبية العامة أو نظرية المجالات الكمومية في الزمكان المنحني بصورة كاملة.
في البداية كان كراوس متشككا بخصوص وجود بوزون هيغز. إلا أنه بعد تأكيد وجوده من خلال مصادم الهدرونات الكبير، بدأ كراوس في البحث عن تضمينات مجال هيغز على طبيعة المادة المظلمة.

## الفعاليات
تحدث كراوس عن أن نقاشات السياسة العامة في الولايات المتحدة يجب أن تركز أكثر على العلم. انتقد بيان مرشح الجمهوريين السياسي بين كارسون عن العلم قائلا أن ملاحظات كارسون «تخبرنا أنه لم يتعلم أبدا أو أنه اختار تجاهل المفاهيم العلمية المختبرة والأساسية».
وصف كراوس نفسه بأنه ضد الإلوهية كما شارك في العديد من المناظرات العامة عن الدين. يبرز كراوس في الفيلم الوثائقي اللا مؤمنون في 2013، والذي يسافر فيه هو وريتشارد دوكينز حول العالم ليتحدثوا للعامة عن أهمية العلم والمنطق في مقابل الدين والخرافة. شارك كراوس أيضا في العديد من المناظرات مع مدافعين دينيين مثل وليام لان كريغ.
في كتابه عالم من لا شيء: لماذا هناك شيء بدلا من لا شيء (2012)، يناقش كراوس فرضية أنه لا يمكن لشيء أن يأتي من لا شيء، وهي الفكرة المستخدمة لفترو طويلة كحجة على وجود المسبب الأول. بعدها تناقش كراوس في مناظرة مع جون إليس ودون كوبيت أن قوانين الفيزياء تسمح للكون أن يأتي من لا شيء. «كيف سيكون الكون الذي يأتي من لا شيء، فقط بقوانين الفيزياء وبدون أي هراء خارق للعادة؟ سيكون هذا الكون هو تماما الكون الذي نعيش فيه الآن». إلا أنه في مقابلة مع ذا أتلانتيك، قال كراوس أنه لم يدع أبدا «أن الأسئلة حول أصولنا قد انتهت». طبقا لكراوس، «أنا لم أدّع أبدا أنني حللت الارتداد اللا نهائي من لماذا-لماذا-لماذا-لماذا-لماذا فالأمر حلقة مفرغة بالنسبة لي».

## التكريم
في مقابلة مع كراوس في ساينتفك أمريكان، وصفت الكاتبة العلمية كلوديا درايفوس كراوس بأنه «أحد الفيزيائيين الكبار القلائل الذين يُعرفون أيضا بكونهم مفكري عامة». كراوس هو من القلة الذين فازوا بجوائر من كل المجتمعات الفيزيائية الأمريكية الثلاثة: المجتمع الفيزيائي الأمريكي، والمؤسسة الأمريكية لأساتذة الفيزياء، والمعهد الأمريكي للفيزياء. في 2012، مُنح ميدالية الخدمة العامة من المجلس العلمي الوطني لإسهاماته في تعليم العامة في العلوم والهندسة في الولايات المتحدة.
في ديسمبر 2011، أصبح كراوس عضوا شرفيا دون تصويت في مركز الاستطلاع. أنهى المجلس ارتباطه بكراوس في مارس 2018 بعد اتهامه بأفعال اعتداء جنسي «في انتظار معلومات جديدة».

## الإسهامات
كتب كراوس أو ساعد في كتابة أكثر من ثلاث مائة دراسة علمية ومقالة مراجعة عن علم الفلك والفيزياء النظرية.

### الكتب
- الجوهر الخامس (1989)
- خوف الفيزياء: دليل الحائرين (1994)
- فيزياء ستار تريك (1996)
- ما بعد حرب النجوم: فيزياء غزو الفضائيين إلى نهاية الزمان (1998)
- الباطن: البحث عن الكتلة المفقودة في الكون (2000)
- الذرة: أوديسة من الانفجار العظيم إلى الحياة على الأرض.. وما بعد ذلك (2001)
- إخفاء المرآة: الجذب الغامض للأبعاد الزائدة، من بلوتو إلى نظرية الأوتار وما وراء ذلك (2005)
- رجل ميكانيكا الكم: حياة ريتشارد فاينمن في العلم (2011)
- كون من لا شيء: لماذا هناك شيء بدلا من لا شيء (2012)[54]
- أعظم قصة على الإطلاق حتى الآن: لماذا نحن هنا؟ (2017)

#### مساهمة
- مائة شيء عليك ان تفعلها قبل أن تموت (2004)
- نقاش العلم والدين: لماذا يستمر؟ (2009)

### مقالات
- طاقة الفضاء الفارغ ليست صفرا (2006)[55]
- المستقبل الأسود لعلم الكون (2007)
- نهاية علم الكون (2008)
- عودة الكون الثابت ونهاية علم الكون (2008)
- التصرف المتأخر للفراغ المتحلل الخاطئ (2008)
- لماذا أحب النيوترينوز (يونيو 2010)

## وسائل الإعلام

### أفلام وثائقية
- اللا مؤمنون (2013)
- المبدأ (2014)
- الاختيار لك (2016)
- لو وبيهولد، العائدية من العالم المتصل (2016)
- الأبعد (2017)

### التلفاز
- كيف يعمل الكون (2010-)

### الأفلام
- حقول لندن (2015)[56]
- الملح والنار (2016)[57]

## الجوائز

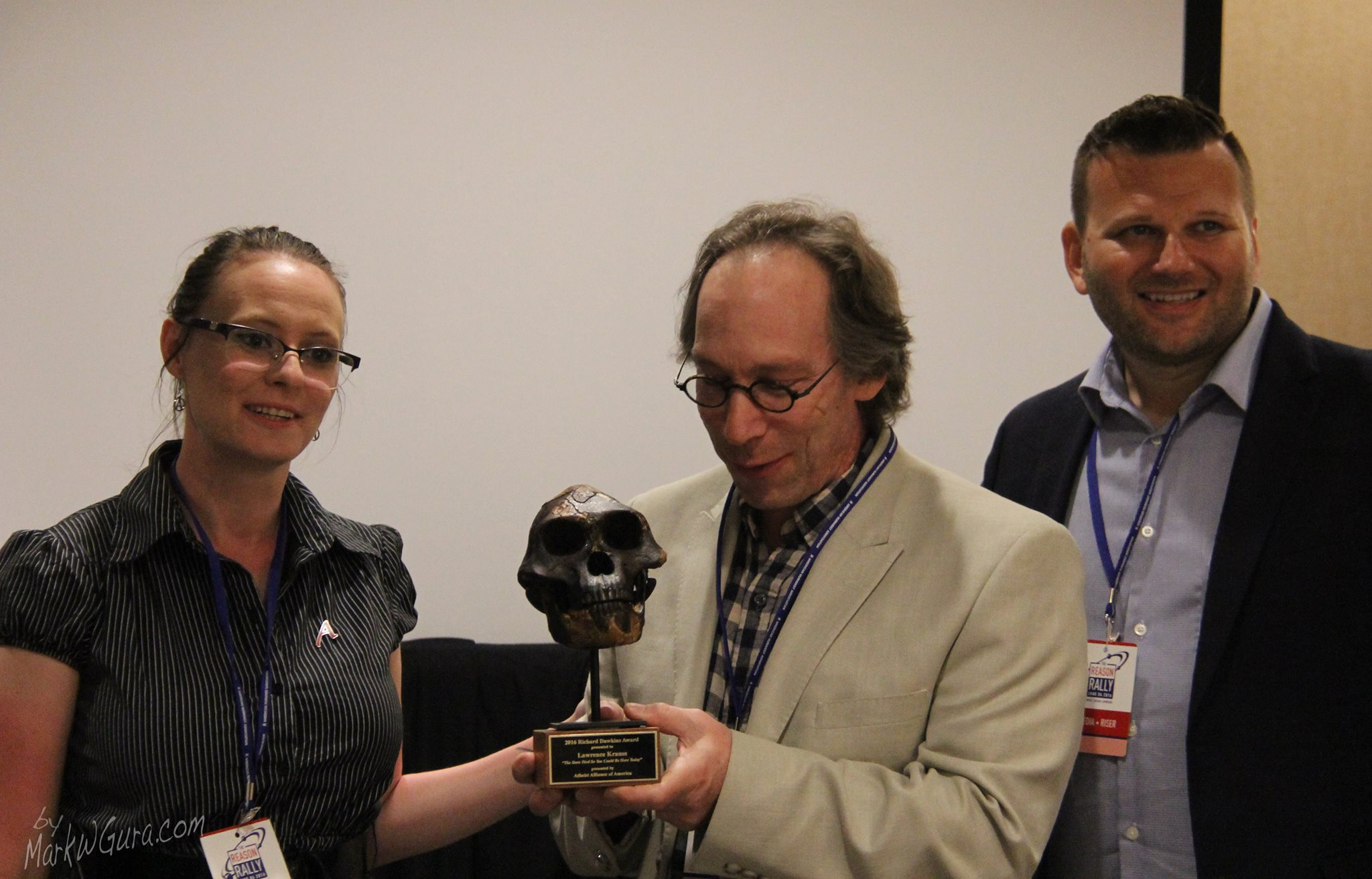
كراوس يستلم جائزة ريتشارد دوكينز في الاتحاد الأمريكي للملحدين في 2016

- الجائزة الأولى لمؤسسة أبحاث الجاذبية في 1984 عن مسابقة المقالات.[58]
- جائزة الباحث الرئاسي (1986)[59]
- جائزة المؤسسة الأمريكية لتقدم العلوم لتعليم العامة العلم والتكنولوجيا (2000)[60]
- جائزة جوليوز إدغار ليلنفيلد[61]
- جائزة آندرو جيمونت[62]
- جائزة المعهد الأمريكي للفيزياء للكتابة العلمية[63]
- ميدالية أورستيد[64]
- جائزة المجتمع الأمريكي للفيزياء (2005)[65]
- جائزة اهتمام العامة بالعلوم من مركز الاستعلامات (2009)[66]
- جائزة هيلين سوير هوغ لمجتمع الفلك الملكي في كندا وجائزة المجتمع الفلكي في كندا[14]
- [["Physics World Book of the Year 2011". 19 ديسمبر 2011. مؤرشف من الأصل في 2012-01-10.</ref>
- كتاب العام من عالم الفيزياء في 2011 عن كتاب رجل ميكانيكا الكم[67]
- جائزة وميدالية الخدمة العامة من المجلس العلمي الوطني[68]
- جائزة بريميو روما (2013)[69]
- جائزة أكاديمية الأفلام للظهور[70]
- الجائزة الأولى لمؤسسة أبحاث الجاذبية في 2014 عن مسابقة المقالات[71]
- رجل عالم في 2015 من المؤسسة الأمريكية للإنسانيات[72]
- جائزة ريتشارد دوكينز في 2016 من التحالف الأمريكي للملحدين
- جائزة الإمبراطور بلا ملابس في 2016 من مؤسسة التحرر من الأديان[73]

## وصلات خارجية
- لورنس كراوس على موقع IMDb (الإنجليزية)
- لورنس كراوس على موقع ميوزك برينز (الإنجليزية)
- لورنس كراوس على موقع قاعدة بيانات الفيلم (الإنجليزية)

- لورنس كراوس على موقع المكتبة المفتوحة (بالإنجليزية)